# Siemens-Schuckert I
Siemens-Schuckert I — мягкий дирижабль, построенный компанией Siemens-Schuckertwerke GmbH в 1909—1911 годах. Проходил лётные испытания в 1911—1912 года, однако в связи с тем, что немецкое военное ведомство предпочло жёсткие дирижабли, разработка мягких была признана неперспективной и дальнейшие работы в этом направлении прекращены.

## Проектирование и строительство
Для постройки и хранения планируемых дирижаблей компания Siemens-Schuckert в 1907 году начала строительство специального ангара в берлинском предместье Бисдорф. Особенностью ангара была возможность поворачивать его в соответствии с направлением ветра, что было важно для правильного взлёта дирижаблей и их безопасного возвращения в ангар. Ангар, построенный по проекту главного архитектора фирмы Карла Яниша, был завершён в 1909 году. После этого началось строительство опытной модели дирижабля.
Проектировщики Siemens-Schuckert (которых возглавлял инженер Отто Крелль) отказались от наиболее распространённой к тому моменту концепции жёсткого дирижабля и сконструировали опытный образец, лишённый жёстких конструкций, препятствующих деформации оболочки. В отсутствие жёсткой конструкции для наполнения оболочки требовалось несколько больше газа, но сам дирижабль был значительно легче, что обеспечивало бо́льшую грузоподъёмность. В итоге планируемый объём наполненной оболочки составлял 13,5 тыс. м³ — больше, чем у любого предшественника (крупнейший построенный до этого компанией Zeppelin жёсткий дирижабль имел объём оболочки 12,2, тыс. м³, а у большинства других моделей объём не превышал 3600 м³); позже объём был доведён до 15 тыс. м³. Другой важной конструкционной особенностью была функциональная система швартовки к швартовочной мачте, способная выдерживать ветры практически любой силы, за исключением урагана или торнадо. Строительство было завершено к началу 1911 года.
| Технические характеристики немецких дирижаблей, 1905—1911 годы | Технические характеристики немецких дирижаблей, 1905—1911 годы | Технические характеристики немецких дирижаблей, 1905—1911 годы | Технические характеристики немецких дирижаблей, 1905—1911 годы | Технические характеристики немецких дирижаблей, 1905—1911 годы | Технические характеристики немецких дирижаблей, 1905—1911 годы | Технические характеристики немецких дирижаблей, 1905—1911 годы | Технические характеристики немецких дирижаблей, 1905—1911 годы |
| Модель                                                         | Год                                                            | Длина, м                                                       | Максимальный диаметр, м                                        | Объём, м³                                                      | Двигатели                                                      | Мощность, л. с.                                                | Скорость, м/с                                                  |
| -------------------------------------------------------------- | -------------------------------------------------------------- | -------------------------------------------------------------- | -------------------------------------------------------------- | -------------------------------------------------------------- | -------------------------------------------------------------- | -------------------------------------------------------------- | -------------------------------------------------------------- |
| Zeppelin LZ-2                                                  | 1905                                                           | 128                                                            | 11,65                                                          | 11 300                                                         | 2                                                              | 170                                                            | 11                                                             |
| Zeppelin Z-1                                                   | 1906                                                           | 136                                                            | 11,65                                                          | 12 200                                                         | 2                                                              | 200                                                            | 13,5                                                           |
| LFG Parseval                                                   | 1906                                                           | 50                                                             | 8,9                                                            | 2300                                                           | 1                                                              | 90                                                             | 10                                                             |
| Siemens-Schuckert I                                            | 1911 (январь)                                                  | 118                                                            | 13,2                                                           | 13 000                                                         | 4                                                              | 480                                                            | 19,8                                                           |
| Schūtte-Lanz 1                                                 | 1911 (октябрь)                                                 | 131                                                            | 18,4                                                           | 20 500                                                         | 2                                                              | 480                                                            | 19,8                                                           |

## Лётные испытания и дальнейшая судьба

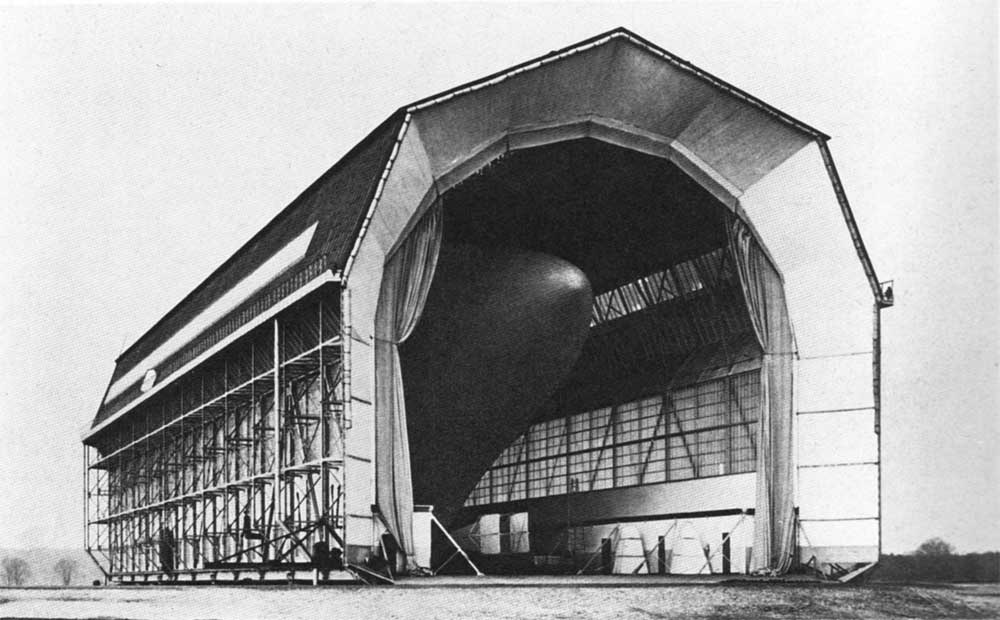
Дирижабль в бисдорфском ангаре

23 января 1911 года дирижабль совершил над Бисдорфом свой первый полёт с экипажем из 11 человек. Четырёхцилиндровые двигатели фирмы Daimler мощностью 125 л. с. каждый позволяли дирижаблю развивать скорость 72 км/ч. На протяжении десяти месяцев — до октября 1911 года — SSL1 оставался самым быстрым дирижаблем Германии, развивая скорость почти в полтора раза выше, чем Zeppelin Z-1.
Впоследствии дальность полётов увеличивалась, они совершались над Берлином и к другим городам Германии; самым длинным стал перелёт к Готе в Тюрингии, в 255 км от места старта. В общей сложности за 1911 и 1912 годы были совершены 73 испытательных полёта. Среди пассажиров на этих полётах были представители высшего германского командования, владелец компании Вильгельм фон Сименс и граф фон Цеппелин, воспользовавшийся возможностью лично оценить достижения конкурента. Во время полёта, в ходе которого на борту дирижабля находился граф Цеппелин, произошла авария: пилот, пытаясь совершить элегантную посадку с работающими двигателями, выключил их слишком поздно, и передняя моторная гондола попала в канаву. В итоге мягкая оболочка дирижабля на секунду выгнулась, по выражению Отто Крелля, «как спина у кота», но тут же распрямилась. Единственными повреждёнными частями оказались три стальных трубы в конструкции передней гондолы, заменённые в течение суток. Крелль указывал, что повреждения в конструкции жёсткого или полужёсткого дирижабля были бы намного более серьёзными.
Полёт 12 мая 1912 года закончился новой аварией, при которой снижавшийся дирижабль увяз в лесу рядом с лётным полем, серьёзно повредив оболочку. Только после капитального ремонта его удалось отвести обратно в ангар. Этот полёт стал последним для SSL-1, так как к этому моменту стали ясно видны преимущества жёстких дирижаблей Цеппелина для военных целей. Прекращены были и испытания модели SSL-2, к этому времени совершившей 44 полёта. Сдутая оболочка первой модели хранилась в ангаре до 1914 года, после чего дирижабль был полностью демонтирован, а Вильгельм фон Сименс отказался от дальнейших разработок в области гражданской авиации. Ангар и лётное поле использовались военной авиацией Германии как база и учебный центр, а затем короткое время, до подписания Версальского договора служили базой воздушной полиции. Ангар, использовавшийся для строительства и хранения SSL-1, был разрушен согласно условиям договора.